# نظام إحداثيات فلكي
نظام إحداثيات فلكي هو نظام إحداثيات مشابه لنظام الإحداثيات الجغرافية بيد أنه خاص بـعلم الفلك لتعيين النقاط وتحديدها داخل الكرة السماوية. وهناك عدد من أنظمة الإحداثيات السماوية تؤدي ذات الغرض، ولا تختلف سوى في اختيارها مستوى الأصل.

## أنظمة الإحداثيات السماوية
| النظام                      | مستوى الأصل    | الأقطاب               | الإحداثيات                              |
| --------------------------- | -------------- | --------------------- | --------------------------------------- |
| نظام الإحداثيات الأفقية     | الأفق          | سمت الرأس ونظير السمت | السمت والارتفاع وخط الزوال              |
| نظام الإحداثيات الاستوائية  | مستوى الاستواء | القطبان السماويان     | الميل والمطلع المستقيم والزاوية الساعية |
| نظام الإحداثيات البروجية    | مستوى البروج   | قطبا فلك البروج       | طول وعرض سماويّان                        |
| نظام الإحداثيات المجرية     | مستوى مجري     | القطبان المجريان      |                                         |
| نظام الإحداثيات فوق المجرية | مستوى فوق مجري |                       |                                         |

## الاتجاه الأساسي

نظام الإحداثيات الاستوائية الذي يحتوى على الاتجاه الأساسي

الاتجاه الأساسي هو مصطلح في علم الفلك يشير إلى خط الزوال والمستخدم في النظام الإحداثي السماوي من أجل الطول الجغرافي للنظام .